# Mithapur
Mithapur là một thị trấn thống kê (census town) của quận Jamnagar thuộc bang Gujarat, Ấn Độ.

## Địa lý
Mithapur có vị trí 22°38′B 72°08′Đ / 22,63°B 72,13°Đ Nó có độ cao trung bình là 7 mét (22 feet).

## Nhân khẩu
Theo điều tra dân số năm 2001 của Ấn Độ, Mithapur có dân số 13.558 người. Phái nam chiếm 52% tổng số dân và phái nữ chiếm 48%. Mithapur có tỷ lệ 78% biết đọc biết viết, cao hơn tỷ lệ trung bình toàn quốc là 59,5%: tỷ lệ cho phái nam là 85%, và tỷ lệ cho phái nữ là 71%. Tại Mithapur, 9% dân số nhỏ hơn 6 tuổi.